# Suspiro

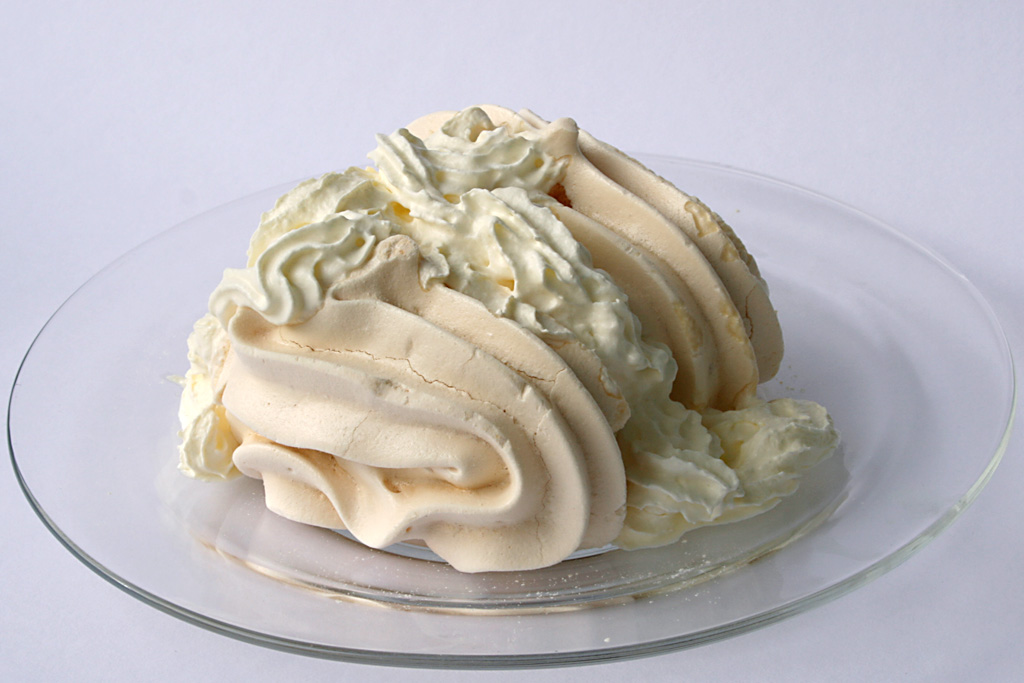
Merengue assado coberto com creme chantili.

Suspiro ou merengue é um doce feito de claras de ovos e açúcar. Na forma pastosa, logo após batido, é usado geralmente como cobertura de bolos e tortas. Também pode ser assado no forno, dividido em unidades, adquirindo consistência sólida.
A sobremesa surgiu na Europa, mais provavelmente no norte da Itália, Polónia, Suíça ou França.

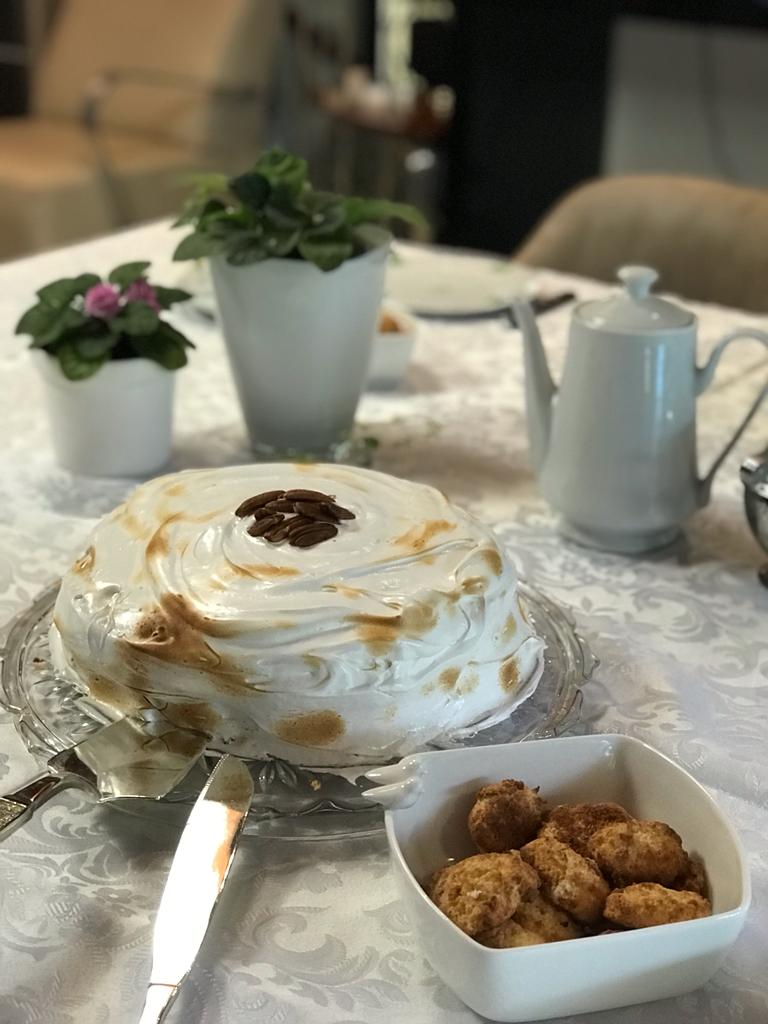
Merengue utilizado como cobertura em bolo de nozes.